# 派语
派语是泰国和老挝一种孟高棉语族语言。有两种无法互通的方言，分别是Prai和Thin。它们还与马勒语关系密切，形成马勒–派语组，有时也称为Lua'语（因为由洛人使用）。